# L'amante fedele
L'amante fedele è una raccolta di racconti di Massimo Bontempelli, pubblicata nel 1953. Lo stesso anno, il libro ha vinto il Premio Strega.
Il libro è composto di quattordici racconti e di una narrazione finale, più articolata, strutturata come un romanzo breve. L'amante fedele è stato tradotto in inglese, spagnolo, catalano e persiano.

## I racconti
1. Nitta. Il racconto è narrato in prima persona. Un signore ha accompagnato in macchina alcuni amici alla stazione dei treni. L'attesa si prolunga e, quando l'uomo può ripartire, ormai è notte. Gli vengono alla mente tanti episodi suggestivi del passato, e crede di sentire rumori e sospiri. Così reagisce guardando il fondo dell'automobile e ci trova una ragazzina che dorme. Lei si sveglia, ma tra i due non è possibile un dialogo, perché la ragazza riesce sempre a sviare le domande. Arrivano alla casa dell'uomo e lui non vorrebbe fermarsi, ma condurre la fanciulla, che si chiama Nitta, alla sua destinazione. Invece, con la scusa che ha fame, lei pretende che si fermino e l'uomo scende per prendere cibo in casa. Quando torna all'automobile, non c'è più nessuno: passerà la notte e il giorno dopo a chiamare inutilmente.
2. Il ladro Luca. Luca ha compiuto un furto molto ricco e sta sul tetto della casa svaligiata, attendendo di scendere. Mentre fantastica che il capo della banda dovrebbe almeno elogiarlo, dall'altra parte del tetto emerge la figura di un poliziotto che Luca conosce bene. Non esita a puntare la pistola contro Luca, intimandogli di alzare le braccia, e il ladro obbedisce. Ma l'agente non è così abile a muoversi sui tetti e, d'improvviso, scivola; la caduta è come rallentata e solo le mani rimangono attaccate al bordo del tetto. Poi una si stacca, ma ancora l'uomo non precipita. Luca, senza comprendere il motivo, si sposta verso la mano dell'uomo e con forza lo aiuta a riprendere la presa, poi a risalire. Il poliziotto è sotto choc e piange; non riesce neppure a fumare la sigaretta che Luca gli accende e mette tra le labbra. Allora Luca raccoglie la sigaretta, la finisce e si dilegua nella notte.
3. La violetta. Rosa ha trascorso una giornata con gli amici a godere i primi tepori della primavera e ha raccolto una violetta. Tornata nella sua stanza scrive una lettera al suo amore. Nello scrivere, viene colta dal desiderio di mettere nella lettera la violetta, ma l'ha perduta e allora congettura di uscire in piena notte per coglierne un'altra. Esce con la lettera già pronta. tutto le sembra contrario: sbaglia strada, teme di aver lasciato la casa alla mercé dei ladri, infine la violetta che inserisce nella lettera non è quella che ha colto per prima. Così, spedita la lettera, ritorna con affanno nella sua camera, dove è preda di incubi e persino di rimorsi. Dopo vari risvegli tra pianto e urla, si decide di scrivere un'altra lettera, ma si ingarbuglia talmente nel racconto che arriva l'alba e lo sforzo di scrivere è ormai inutile, perché l'altra lettera è partita. Abbandonatasi a un sonno ristoratore, Rosa si risveglia a giorno fatto e si sente di nuovo bella e felice.
4. I pellegrini. Il racconto è narrato in prima persona. Un uomo è alla finestra di casa sua. Possiede un vecchio pianoforte e quarantadue libri, per il resto la casa è piccola e molto spartana. Nella sera, sente avvicinarsi un coro sommesso, quindi un brusio; vede arrivare un lungo corteo di uomini vestiti di scuro. Quando passano sotto casa sua, egli è sceso in vestaglia e chiede a uno del corteo chi sono e dove vanno. Riceve laconiche risposte: sono pellegrini e lui può unirsi a loro, può tenere la sua veste, non ci sono divise, anzi molti indossano vestaglie, tuniche o mantelli. Il corteo si avvia fuori città, verso una grande foresta. Qui giunge l'ordine di attraversarla ciascuno con i propri mezzi e il ritrovo è all'uscita, sul prato davanti a un colle. Aiutato da due compagni, anche l'uomo passa la foresta, vedendo dapprima immagini diaboliche e infernali, poi celesti e angeliche. Arriva sul prato, dove moltissimi pellegrini stanno riposando. Alla ripresa del cammino il corteo avanza e avanza ed entra in una città: in una strada l'uomo riconosce la sua casa e si congeda. È l'alba.
5. Pietro e Domenico. Il racconto si svolge durante la seconda guerra mondiale. Pietro è anziano, malato e cieco. Insonne, vorrebbe passare l'intera notte a vegliare, ma il dottore lo ha vietato e Domenico, al suo servizio, provvede a fare in modo che il padrone non si corichi più tardi delle due del mattino. Questo causa l'ira di Pietro che ogni notte esplode contro Domenico, intimandogli di andarsene e ogni notte ripete che è sul serio. Però in questa notte, all'una e quaranta, suona l'allarme aereo. Pietro si rifiuta di scendere nella cantina e si fa condurre in giardino, sotto un folto di alberi. Poco dopo è raggiunto da Domenico. Tra i due avviene uno strano dialogo: Pietro ammette che ha sbagliato tutto, che non esistono servi e padroni, che i padroni sono colpevoli. Domenico sostiene che però i servi hanno obbedito e anch'essi sono colpevoli. Ma qualcosa è cambiato in Pietro che, per la prima volta, respinge il titolo di padrone. Così, nella riconciliazione tra i due uomini, passano ripetutamente gli aerei a sganciare bombe; la casa crolla, gli alberi sono divelti, i due muoiono insieme.
6. Convegno. Il racconto è narrato in prima persona. Il protagonista, dopo alcune letture, decide di abbandonarsi al fascino dell'ultrasensibile, pur sapendo che ogni impressione ha spiegazioni di natura fisica e materiale. Nell'ascoltare gemiti e sospiri, gli sembra ad un tratto di intercettare il dialogo tra due innamorati: la donna, Livia, ha ucciso l'amato per non perderlo mai, poi è morta a sua volta. Le considerazioni dei due si inoltrano in concetti di seconda morte, che per loro non avverrà. Ad un certo punto qualcosa allontana lo spirito della donna e l'amante, disperato, cerca di raggiungerla. Le due entità svaniscono e al loro posto arriva l'alba.
7. Luci. Il racconto è narrato in prima persona. Un uomo, dopo una giornata di fatiche vissute con pienezza e gioia di vivere, si trova a fare un breve sonno a sera. Al risveglio sente voci che gli dicono di avanzare sulla strada fino a raggiungere le luci, una delle quali è la sua. Cammina sulla strada affiancata da siepi, poi lungo un torrente, sopra un burrone attraversato da un ponte, in un terreno senza vegetazione. Poche stelle in cielo e l'uomo non capisce se lui è fermo o se si è fermato il tempo. L'angoscia si fa sempre più grande, fino a sgonfiarsi e permettergli di riprendere il cammino. In vista di una collina dove sono tante luci, l'uomo fa più volte la scelta di quale via percorrere: scartando molto, arriva a due sole luci e sta per raggiungere quella che ritiene essere la sua. Allora la notte si ritira e lascia affiorare i chiarori dell'alba e l'uomo si risveglia dove si era coricato la sera prima, pronto a cercarsi il lavoro per la giornata.
8. La bella addormentata. Un uomo entra in un caffè e si accorge che a un tavolino c'è una donna dormiente. Si siede con lei e dopo una serie di riflessioni, decide che è La bella addormentata. Quindi non la può svegliare perché lui non è il principe, a meno che, per il fatto stesso di svegliarla, non si trasformi nel principe. Nel locale si balla e l'uomo, senza indugio, prende tra le braccia la donna che continua a dormire. I due danzano così e la gente fa largo alla coppia, la gioia si espande per ogni dove e l'aria si riempie di musiche festose e solenni.
9. Imperatrice. Cecilia vive con la madre, è ancor giovane, ma non sembra destinata al matrimonio. Un giorno dà segni di follia dicendo frasi strutturate, ma non attinenti alle situazioni. In breve finisce in manicomio e la madre non ha il consenso di visitarla, fino al giorno in cui il medico curante non la chiama per illustrarle le terapie che dovrebbero guarire Cecilia. Il dottore definisce la paziente una demente che crede di essere qualcun altro: si considera l'imperatrice bizantina Teodora. Ma dopo l'iniezione di alcune sostanze, tornerà alla normalità. Lasciata sola con Cecilia, si sente interpellare con deferenza: da imperatrice, quale la ragazza crede di essere, ha lasciato gli affari di Stato per ricevere la propria riverita madre. Quanto a Giustiniano, suo marito, ha appena deposto un Papa, ostile in politica a lei, la madre. E tutte le affermazioni di Cecilia sono improntate alla gioia e all'importanza di essere Teodora. Quando i medici mettono fine all'incontro, la madre, senza porre indugio, proibisce al dottore di guarire la figlia.
10. Ottuagenaria. Daniela ha convocato i suoi tre figli: Celeste, con il marito Mauro; Giovanni, scapolo; Alberto, con la moglie e un ragazzetto. La cameriera è la settima, occasionale testimone della serata. Daniela impone ai figli di ascoltare la storia della sua vita; da ragazza sognava di diventare una rivoluzionaria; si è sposata solo per contraddire i suoi genitori; rimasta vedova, ha congedato i figli maschi ed è vissuta solo per Celeste, per farne una donna fuor dal comune, come lei avrebbe voluto essere. Il racconto si protrae e Daniela lascia andar via dapprima il figlio Giovanni, quindi Alberto con moglie e figlio. La confessione continua solo con Celeste e il genero. Daniela ritiene di aver fatto la vita più noiosa che si possa immaginare, finché un giorno è riuscita a causare la rovina di un ministro, che si è poi sparato un colpo di pistola. Dopo la tragedia, Daniela si è ritirata, ma ha subito un altro tradimento dalla vita: Celeste a vent'anni ha voluto sposarsi e nulla di quanto la madre aveva desiderato per lei si è mai avverato. Così Daniela ha passato trent'anni a macerarsi nell'isolamento e nell'odio: non quello che provava da giovane verso i genitori, ma un odio cocente e indirizzato verso Mauro, colpevole di averle sottratto la figlia. E all'improvviso, estratta una piccola pistola, Daniela spara al genero, lo colpisce mortalmente alla gola.
11. L'amante fedele. Vittorio è l'amante di Teresa e confida all'amico Mario quanto abbia sofferto quel giorno, allorché Teresa è partita per una vacanza di sessanta giorni. Considerato una rarità, un amante fedele, Vittorio non risparmia i mezzi per contare i tristi giorni della separazione, riversando poi tutte le sue elucubrazioni su Mario. Quest'ultimo, dopo vari giorni, gli ricorda che sono entrambi invitati dai Consalvo, ma la sera dell'invito, Vittorio si trova ad andare da solo. Qui viene provocato dalla padrona di casa, signora Cosima, determinata a farlo suo. Vittorio oppone una validissima resistenza allora e in seguito, quando Cosima gli va in casa, in camera da letto. Poiché è respinta con un manrovescio e, peggio, con la dichiarazione che piuttosto Vittorio se ne andrebbe al bordello, anziché con lei, la donna ordisce un piano terribile. A Vittorio viene recapitato uno scritto in cui gli si dice di andare in un luogo e di chiedere di Teodora. Incuriosito, egli vi si reca e qui trova Cosima tra altre donne di piacere. La chiama, ma lei asserisce di essere Teodora, gli si offre, poi lo caccia disgustata perché lo trova ubriaco. Così l'amante fedele non è più tale, eppure, quando con Mario torna dai Consalvo, la padrona si comporta come nulla fosse mai successo, né mai si fosse incapricciata di uno come Vittorio.
12. Il segreto. Canuto ha settantacinque anni e torna al paese natale, dopo cinquant'anni passati in America. Mezzo secolo prima, stava per sposarsi con Ilaria, una fanciulla bellissima ventiduenne; alla vigilia del matrimonio però non si era più sentito di compiere il passo ed era andato da lei per dirglielo e poi andare via. Giunto alla casa della fidanzata, l'aveva sentita battere le mani, dire che l'indomani si sposava e mettersi a cantare; così a lui era mancato il coraggio di farsi avanti e se l'era svignata, lasciando solo una lettera. Ora, vergognandosi molto per quel comportamento vile, si avvicina non riconosciuto alla casa della povera Ilaria. Attraverso lettere e compaesani venuti in America, sa che la giovane era impazzita e coltivava una follia dolce. Così non riesce a capacitarsi quando una fanciulla esattamente uguale alla sua Ilaria si affaccia alla finestra, batte le mani, dichiara che domani si sposerà e si mette a cantare. Pensando a una nipote, entra in casa. La scena però si ripete e il canto è continuo. Finché una donna di mezza età lo accoglie e gli spiega che assiste la zia, quella che doveva andare sposa e che nel frattempo è rimasta tale e quale. E Canuto se ne va, meditando sul segreto che Ilaria ha scoperto per fermare il tempo.
13. Lunarie. Marcello ha undici anni e si trova in treno, davanti a una signora con il volto coperto da un velo. Di ritorno dalle vacanze, ha un cruccio: ha dimenticato di cercare una lunaria per la mamma, che gliene aveva chiesto un ramo, dato che quello da tempo presente in casa si era seccato. Seguendo i movimenti della donna che gli sta di fronte, ad un certo punto la vede estrarre da un grande foglio di carta un interom mazzo di lunarie. A lungo il piccolo si propone di chiedere alla donna un ramoscello di lunaria, dato che lei ne ha tanti, ma indugia troppo nei pensieri. Perciò ad un certo punto la donna si accende una sigaretta e poco dopo la getta con rabbia dal finestrino. Subito dopo prende le lunarie e getta anche quelle fuori, lasciando di sasso il povero Marcello. Egli scoppia in alti singhiozzi e finalmente la donna si accorge di lui; gli chiede cosa gli stia succedendo, ma il fanciullo risponde con enfasi che lei non lo saprà mai. Infatti il treno si è fermato e una voce chiama il nome di Marcello, che se ne va.
14. Gallo. Una famiglia riceve in regalo un  bellissimo gallo da un amico. Mamma, nonno e Sandrino sono ammirati e anche un po' spaventati dal magnifico esemplare, ma la domestica Dolores lo afferra per i piedi e chiede se deve sopprimerlo per cucinarlo. La mamma decide per il no; vuole che il marito lo possa vedere il giorno dopo, quando tornerà, poi si potrà macellarlo. Allora Dolores sistema il gallo su un terrazzino in fondo al corridoio, legato per la zampa e gli mette il cibo. Durante il giorno i membri della famiglia sono continuamente a vedere l'animale che però, arrabbiatissimo, rifiuta di mangiare. L'indomani, nessuno ha il coraggio di andare a vedere il gallo, tranne Dolores che si avvicina al terrazzino; qui giunta, lancia un grido acutissimo: il gallo è scappato, volato via. È riuscito a sciogliere la corda? No, la corda è stata tagliata, tranciata. E dolores piange come avesse perso l'intera sua famiglia.

### L'acqua
1. La tavolozza. Madina è nata mentre la madre cercava scampo durante un'alluvione. La madre è morta e la neonata è stata trovata dai boscaioli, che la portano a vivere con loro. Cresciuta molto indocile, stava quasi sempre da sola nel bosco a giocare. Un giorno, dopo aver seguito un ruscello, si è imbattuta in un pittore. Pur avendo quasi quindici anni, Madina non sa cosa siano la pittura, la tavolozza e i colori; il pittore Grisante le spiega qualcosa e le permette di tenere un attimo il pennello e Madina ne approfitta per sfregiare il quadro. Ne riceve un violento schiaffo, cui segue una riconciliazione; Madina però si è fatta dare la tavolozza dei colori e scappa, inseguita inutilmente da Grisante, che profferisce maledizioni e imprecazioni.
2. La vasca. Pochi giorni dopo, compiuti i quindici anni, Madina viene accompagnata in città con poche cose, per lavorare come domestica in una casa signorile. La famiglia Viètina si compone di madre, nonna e un figlio di ventidue anni; ci sono altre persone di servizio, un cane e due gatti. La prima cameriera, di nome Aglae, capisce che Madina non sa nulla e la prepara giorno dopo giorno. Ma la ragazza una mattina sta per uscire senza dir nulla e Aglae, dopo averla sgridata, le affida il cane al guinzaglio per fargli fare una passeggiata. Appena fuori, Madina pensa di liberare il cane e i due si mettono presto nei guai, finendo in un parco e venendo presi da un poliziotto. Aglae interviene e si torna a casa. un'altra cosa che attira Madina è la vasca da bagno, che vorrebbe riempire quando richiesto. Poiché non le è permesso, ecco che una mattina riesce a entrare in bagno e si mette a giocare con l'acqua. La sorprende il giovane Alberico che, divertito, la bacia e stringe a sé. Lei però non è contenta della piega presa, meno ancora quando arriva una visita e si presenta il pittore Grisante. Convinta che sia venuto a punirla per il furto della tavolozza, Madina fugge, attraversa il vicino parco e finisce in una piazza.
3. Il monumento. Alberico e il pittore si fronteggiano: uno dichiara di essere il fidanzato di Madina perché le ha dato uno schiaffo, l'altro (Alberico) dichiara lo stesso, perché ne ha ricevuto uno schiaffo. I due bisticciano, ma Aglae li interrompe con un grido altissimo: Madina è scappata con le sue cose! Allora escono a cercarla e non si accorgono che anche il cane Fulvo li ha seguiti. Girano per il parco, arrivano alla piazza, ma nulla; così i due uomini decidono di andare a un caffè a bere il cognac, mentre Aglae rientra in casa. Ben presto il pittore è molto ubriaco e Alberico lo porta in un albergo vicino, dove anch'egli si sistema per la notte. Nel frattempo Madina ha incontrato una donna, tale Ursa, sulla piazza. Questa la prende con sé, le spiega cos'è il monumento che sta in mezzo alla piazza e la sta per portare a casa sua. Arriva di corsa il cane Fulvo e Madina lo prende in braccio, quindi, felice, segue Ursa. Percorrono molte vie piene di negozi e infine mangiano in una trattoria, poi salgono da Ursa. Ma prima, la donna ha mostrato a Madina il cielo pieno di stelle. La ragazza non lo aveva mai visto prima e si perde in una vertigine, in cui crede che cadrà nel cielo.
4. Il sipario. L'indomani Madina si sveglia tardi, ha dormito tutta la notte con Fulvo sui piedi. Dopo colazione, esce con Ursa e il cane e subito incontrano un signore, il Conte. Madina non comprende che cosa dicano tra loro i due, ma per il resto della giornata Ursa la porta dal sarto, le fa un corredo completo e il mattino successivo la conduce dal parrucchiere. A mezzogiorno Ursa accompagna Madina a una casetta dove tutto è tenero e pulito e ci sono due domestici. Le viene detto che quella è la sua nuova casa. Più tardi arriva il Conte che la fa uscire. Vanno in una pasticceria; Fulvo però, sempre con lei, si precipita a un tavolo e sale sulle ginocchia di un tale, che si rivela essere Alberico, assieme a Grisante. Alberico conosce il Conte, non lo può soffrire, ma per nulla al mondo direbbe chi è veramente Madina e accetta un invito a colazione per il giorno dopo. Deve anche tenere buono Grisante, sempre pronto a vuotare il sacco. Madina ha tante cose che non capisce e si sente sempre meno felice, si annoia durante la colazione, andando al teatro con il Conte si spaventa all'apertura del sipario. Come aveva pensato che, guardando le stelle, sarebbe caduta nel cielo, ora pensa che cadrà sulla scena, ignorando che cosa sia. Il ritorno è mesto: il Conte vuole rimanere con lei, ma lei continua a piangere e gli spiega le sensazioni che ha avuto. Quando il Conte se ne va, alle cinque del mattino, Madina si sente come caduta in una terra molle e non più nell'acqua viva.
5. Il baccarà. La sera successiva il Conte viene a prendere Madina e la conduce in casa sua, dove c'è una festa. I convitati sono diciassette, tra di essi anche Alberico e Grisante. Dopo la cena tutti si radunano in salone per il gioco e si spargono a gruppi; Madina coglie discorsi e maldicenze, sia di persone assenti, sia anche di presenti, alle loro spalle. Quando inizia il gioco del baccarà, il Conte fa portare autentiche monete d'oro al posto delle fiches e tutti sono avidamente intenti a giocare, tranne Madina e Grisante. Ad un certo punto il Conte la vorrebbe coinvolgere, ma si crea disappunto tra gli ospiti e Madina reagisce ripetendo le maldicenze che ha sentito sul loro conto. Il caos giunge all'apice e gli uomini estraggono le rivoltelle dalle tasche; allora Madina, cacciatasi sotto il tavolo, tira la tovaglia che fa franare al suolo i mucchi di monete e i candelabri con le candele accese. La confusione ora è dovuta anche al timore di un incendio e Madina, trovatasi accanto a Grisante, l'unico a non essersi macchiato di azioni riprovevoli, fugge con lui e il cane, non prima di essersi messi dei panni da domestici. Nella notte escono dalla città, si fermano ad attendere un carro che li conduca al paese di Madina. Ma quando il carro arriva e li accompagna per un tratto, Madina sente il conducente parlare di una cascata, alla quale è diretto. Così lascia Grisante, promettendogli che lo raggiungerà dopo aver visto la cascata.
6. La cascata. Nel luogo della cascata Madina incontra un gruppo di ragazzi e ragazze che ballano al suono della fisarmonica. Viene accolta senza problemi e condotta nella casa dove essi mangiano e dormono. Ristorata e rivestita con un abitino semplice, va con i giovani a vedere la cascata; non esita a bagnarsi e si sente di nuovo felice. Tutti i ragazzi hanno nomi che si sono scelti e propongono che Madina si chiami Acqua, ma lei non è d'accordo. Poco dopo si unisce al gruppo un marinaio, di passaggio. Questi parla loro del mare, ma nessuno lo ha mai visto e Madina non sa cosa sia. Allora l'uomo chiede se c'è un lago e i ragazzi dicono che la cascata deriva da un laghetto, le cui acque si gettano in uno strapiombo. La compagnia si organizza per andare al lago la mattina dopo.
7. La capanna. Intanto il marinaio ha spiegato cosa sia il mare e ne deriva una discussione: poiché le acque di fiumi, laghi e cascate sono sempre in moto, il mare si muove o è fermo? Si giunge a parlare del ciclo completo dell'acqua, con l'evaporazione, le nuvole, la pioggia e i corsi che sfociano nel mare. Così la compagnia è giunta al laghetto e si sono assai divertiti. All'improvviso un temporale si abbatte sul luogo, impedendo di riprendere il cammino per tornare. Un ragazzo, chiamato Lario, fa entrare tutti loro in una capanna adibita a riparo dei viaggiatori: in due stanze con vari giacigli i ragazzi si accomodano per la notte. Madina dorme. Ad un tratto si sveglia e sorprende Lario e il marinaio che litigano e si picchiano: si sono già feriti con le unghie e i loro volti sanguinano. Lei li separa e si mette a dormire tra i due, affinché non avvenga altro, ma capisce che il marinaio, o entrambi, la vogliono baciare. Nella quiete dell'alba, quando finalmente i due si sono addormentati, Madina esce e si dilegua. Scende a valle, raggiunge la strada dove si era separata da Grisante e attende un carro o una cavalcatura.
8. Il ruscello. Dopo qualche ora di attesa, arriva un uomo a cavallo. Madina non esita a chiedergli l'animale per salire al suo paese, ma finisce col farsi portare, seduta davanti al cavaliere. Esausta, dorme e lui la bacia, poi non vorrebbe lasciarla, ma lei, riconosciuto il viottolo del villaggio, si congeda. Arriva in prossimità della sua casa, ma non entra; si arrampica su un albero e guarda ciò che sta accadendo. La madre adottiva è sulla soglia e parla con un uomo, Grisante; lui chiede di Madina e dice che tornerà l'indomani. A questo punto Madina fa alcune riflessioni: si è resa conto che molti uomini l'hanno desiderata: Grisante, Alberico, il Conte, due ospiti del baccarà, Lario, il marinaio, il cavaliere; e capisce che lei non desidera loro. Non se la sente di entrare in casa. Di soppiatto, va al suo ruscello, si spoglia e vi si immerge. Allora capisce che l'acqua avvolge tutto, si adatta a tutte le forme. Convinta che in acqua il suo corpo muterà, Madina si abbandona e diviene sempre più sottile e trasparente.

## Edizioni
- Massimo Bontempelli, L'amante fedele: racconti, A. Mondadori, Milano 1953
- Massimo Bontempelli, L'amante fedele, I grandi premi letterari italiani : I premi Strega, CDE, Milano 1968
- Massimo Bontempelli, L'amante fedele, prefazione di Raffaele Manica, UTET, Torino 2006
- Massimo Bontempelli, L'amante fedele, introduzione di Patricia Gaborik, Incontri, Sassuolo 2016